# أليوت نورتن
أليوت نورتن (بالإنجليزية: Elliot Norton)‏ هو صحفي أمريكي، ولد في 17 مايو 1903، وتوفي في 20 يوليو 2003.

## وصلات خارجية
- أليوت نورتن على موقع قاعدة بيانات برودواي على الإنترنت (الإنجليزية)